# フミガイ
フミガイ（文貝、学名:Megacardita ferruginosa）はトマヤガイ科に分類される二枚貝の一種。
また、Megacardita属だけでなく、近縁種であるトマヤガイ科の別属にもフミガイの名を冠するものが存在する。

## 外観
貝殻は殻長約2.5cmで厚い。外面は赤褐色で約16本の放射肋があり殻頂は前方に寄る。内面は白色で前後に閉殻筋痕はあるが套線は湾入しない。放射肋に応じて内面外周に凹凸がある。

## 生態
トマヤガイ科に属するが、足糸を出すことなく、水深約15mよりも深い砂礫底に浅くもぐってすむ。套線は湾入しない。

## 分布
房総半島以南、フィリピンにかけて。

## フミガイと名の付く近縁種

### Megacardita属
- ハタウネフミガイ Megacardita coreensis (Deshayes, 1854) [注 1]
- オンマフミガイ Megacardita ommaensis
- ダイニチフミガイ (パンダフミガイ)[4] Megacardita panda

### Glans属
- サガミフミガイ Glans sagamiensis

### Centrocardita属
- ヒラセフミガイ Centrocardita hirasei [注 2]